# Trådstarr
Trådstarr (Carex lasiocarpa) är en gräslik växtart inom familjen halvgräs.